# Tapsaïs
Dans la mythologie égyptienne, Tapsaïs (en grec Ταψαις, en égyptien Tanetpaschai) est une déesse neuve qui fut « inventée » pour avoir le rôle de parèdre de Tithoès dans les oasis.